# S.S.D. Piovese
SSDAR Piovese. L. là một câu lạc bộ bóng đá Ý đến từ Piove di Sacco, Veneto.

## Lịch sử
Câu lạc bộ đã thăng hạng từ Eccellenza sau trận playoffs năm 2006, với Filippo Maniero là cầu thủ tiêu biểu nhất của mình, nhưng đã xuống hạng từ Serie D trong năm đầu tiên ở giải đấu, sau khi thua trận play-off một lượt trước Reno Centese.

## Màu sắc và huy hiệu
Màu sắc của nó là đỏ và trắng.